# Циліндричні функції
Циліндричні функції — загальна назва спеціальних функцій однієї змінної, що є розв'язками звичайних диференціальних рівнянь, які виходять при застосуванні методу розділення змінних для рівнянь математичної фізики, таких як рівняння Лапласа, рівняння Пуассона, рівняння Гельмгольца та інших у циліндричній системі координат. Зазвичай змінною є відстань до координатної осі. Добуток циліндричних функцій із гармонічними функціями за іншими напрямками дає циліндричні гармоніки.
Найпоширеніші циліндричні функції:
- Функції Бесселя
  - першого роду, обмежені
  - другого роду (називаються також «функції Неймана»), необмежені в нулі
- Функції Ганкеля першого та другого роду — комплексні лінійні комбінації функцій Бесселя та Неймана.
- Модифіковані функції Бесселя — функції Бесселя комплексного аргументу, необмежені монотонні.
  - першого роду (так звані «функції Інфельда»[1])
  - другого роду (так звані «функції Макдональда»[1])
- Функція Бурже — узагальнення інтегрального подання функції Бесселя
- Часткові розв'язки неоднорідного рівняння Бесселя:
  - Функція Ангера
  - Функція Вебера
  - Функція Струве
  - Функція Ломмеля
- Функції параболічного циліндра
- Функції Кельвіна